# Gesetz zur Reform der Sachaufklärung in der Zwangsvollstreckung
Durch das Gesetz zur Reform der Sachaufklärung in der Zwangsvollstreckung wurde das deutsche Zwangsvollstreckungsrecht zum 1. Januar 2013 in wichtigen Punkten erneuert. Insbesondere vereinfachte das Gesetz die Zwangsvollstreckung in Forderungen und trennte die Sachaufklärung von den Rechtsfolgen einer ergebnislosen Vollstreckung. Es erleichterte die Informationsbeschaffung für den Gläubiger und modernisierte und zentralisierte das Verfahren und die Führung von Schuldnerverzeichnissen.

## Inhalt
Das Gesetz zur Reform der Sachaufklärung in der Zwangsvollstreckung ist ein Artikelgesetz, welches die Zivilprozessordnung (ZPO), die Abgabenordnung (AO) und zahlreiche andere Gesetze änderte, darüber hinaus aber keinen eigenständigen Regelungsgehalt hat. Es besteht aus sechs Artikeln.

### Änderung der Zivilprozessordnung
Artikel 1 enthält grundlegende Änderungen der Zivilprozessordnung. Die §§ 806b, 813a und 813b ZPO wurden gestrichen, die §§ 802a–l und 882b–h ZPO wurden neu eingefügt.
- § 802a ZPO: Grundsätze der Vollstreckung; Regelbefugnisse des Gerichtsvollziehers
- § 802b ZPO: Der Gerichtsvollzieher soll in jeder Phase des Zwangsvollstreckungsverfahrens auf eine gütliche Erledigung der Angelegenheit hinwirken. Im Falle einer Zahlungsvereinbarung zwischen Gläubiger und Schuldner wird die Vollstreckung aufgeschoben.
- § 802c, § 802d, § 802e, § 802f ZPO: Vermögensauskunft des Schuldners
- § 802g, § 802h, § 802i, § 802j ZPO: Erzwingungshaft
- § 802k ZPO: Führung der Vermögensverzeichnisse durch die zentralen Vollstreckungsgerichte
- Unter bestimmten Voraussetzungen kann der Gläubiger über den Gerichtsvollzieher auch Auskünfte bei dritten Stellen einholen. Dazu wurde § 802l ZPO eingeführt. Diese Vorschrift statuiert Auskunftsrechte des Gerichtsvollziehers bei den Rentenversicherungsträgern, dem Bundeszentralamt für Steuern und dem Kraftfahrt-Bundesamt. Aus Datenschutzgründen bestehen die Auskunftsrechte allerdings erst, wenn die Forderung mindestens 500 Euro beträgt.
- Die §§ 882b–882h ZPO enthalten detaillierte Regelungen zum Schuldnerverzeichnis.

### Änderungen anderer Gesetze
Durch Artikel 2 wurde § 284 Abgabenordnung (alt: Eidesstattliche Versicherung, neu: Vermögensauskunft des Vollstreckungsschuldners) geändert.
Artikel 3 änderte Vorschriften im Gerichtskostengesetz, im Gesetz über Gerichtskosten in Familiensachen, im Gerichtsvollzieherkostengesetz und im Rechtsanwaltsvergütungsgesetz und passte so das Kostenrecht an das neue Zwangsvollstreckungsrecht an.
Durch Artikel 4 wurde eine Vielzahl von Gesetzen und Verordnungen des Verfahrensrechts, des Besonderen Verwaltungsrechts und des Verkehrsrechts redaktionell an die neuen Vorschriften in der Zivilprozessordnung angepasst. Darüber hinaus wurde mit § 74a Zehntes Buch Sozialgesetzbuch eine Vorschrift geschaffen, die eine Übermittlung von Sozialdaten zur Durchsetzung öffentlich-rechtlicher Ansprüche und im Vollstreckungsverfahren erlaubt (Art. 4 Abs. 15 Nr. 4 ZwVollStrÄndG).
Artikel 5 enthielt bei der Anwendung der Zivilprozessordnung zu beachtende Übergangsvorschriften. Vollstreckungsaufträge, die vor dem 1. Januar 2013 bei Gericht eingingen, wurden noch nach altem Recht behandelt.

### Inkrafttreten
Das stufenweise Inkrafttreten des Gesetzes wurde durch Artikel 6 geregelt: Die eigentliche Reform trat am 1. Januar 2013 in Kraft. Die im Gesetz enthaltenen Verordnungsermächtigungen wurden hingegen bereits am 1. August 2009 wirksam. Dies war notwendig, damit die zur Umsetzung des Gesetzes erforderlichen Rechtsverordnungen während der Übergangsfrist erlassen werden konnten.

## Hintergrund und Gesetzgebungsverfahren
Das Gesetz geht auf eine Initiative des Bundesrats zurück. Nach Auffassung der Länderkammer war es notwendig, das Recht der Zwangsvollstreckung grundlegend zu reformieren. Dieses zu Beginn des 21. Jahrhunderts geltende Recht war noch von den wirtschaftlichen und sozialen Verhältnissen geprägt, die beim Inkrafttreten der Zivilprozessordnung im Jahr 1879 vorherrschten. Damals war es üblich, vorrangig bewegliche Sachen des Schuldners zu pfänden und zu verwerten (so genannte Fahrnisvollstreckung). Gut 125 Jahre später hatte die Fahrnisvollstreckung stark an Bedeutung verloren. Übliche Vollstreckungsmethode war die Pfändung und Überweisung von Geldforderungen, insbesondere die Kontopfändung und die Lohn- und Gehaltspfändung. Dazu bedurfte es jedoch einer Vermögensauskunft des Schuldners, welche wiederum erst nach einem erfolglosen Fahrnispfändungsversuch verlangte. Diese Vorgehensweise war rechtlich notwendig, bedeutete für den Gläubiger jedoch einen Zeitverlust und zusätzliche Kosten. Außerdem zeigte die Praxis, dass Schuldner über ihr Vermögen häufig nur unzureichend oder bewusst falsch Auskunft gaben. Diese Unzulänglichkeiten sollten durch das Reformgesetz beseitigt werden.
Im Sommer 2008 legte der Bundesrat einen entsprechenden Gesetzentwurf vor, der anschließend von der Bundesregierung an den Bundestag weitergeleitet wurde. Der Deutsche Bundestag verabschiedete das Gesetz am 18. Juni 2009; der Bundesrat stimmte dem Gesetzentwurf am 10. Juli 2009 zu. Am 31. Juli 2009 wurde das Gesetz verkündet. Bereits am darauffolgenden Tag wurden einzelne Regelungen des Gesetzes wirksam. Der Hauptteil des Gesetzes trat jedoch erst am 1. Januar 2013 in Kraft. Die mehr als dreijährige Hinauszögerung der Reform war notwendig, weil die Länder zunächst die zentralen Vollstreckungsgerichte einrichten mussten. Zudem mussten die technischen Voraussetzungen für die elektronische Datenübermittlung geschaffen werden.